# Andy Auld
Andrew "Andy" Auld (Stevenston, Skócia, 1900. január 26. – Johnston, Rhode Island, 1977. december 6.) egykori skót születésű amerikai válogatott labdarúgó.
Pályafutása során Skóciában, Angliában és az Egyesült Államokban fordult meg. Az amerikai labdarúgó-válogatott tagjaként rész vett az 1930-as labdarúgó-világbajnokságon, ahol bronzérmesként fejezték be az Uruguayban megrendezett világbajnokságot.

## Sikerei, díjai
USA
- Világbajnoki bronzérmes (1): 1930